# Mina marina

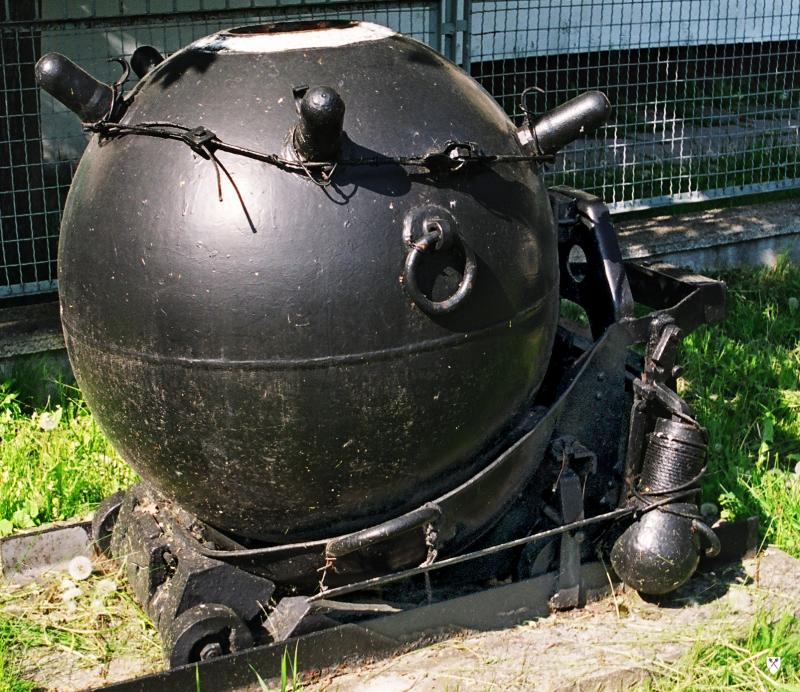
Mina marina polaca wz. 08/39.

La mina marina es un artefacto explosivo con metralla o sin ella, cuya carcasa es flotante y es empleado contra buques de guerra o submarinos.
Es un arma normalmente ciega, esto es, que no distingue entre amigos, enemigos y neutrales, por lo que su empleo implica riesgos. Se suele emplear para impedir el paso de navíos enemigos por una zona determinada.
En el siglo XIX, las minas marinas eran llamadas torpedos o torpedos fijos, siendo la primera operación exitosa el hundimiento del USS Cairo durante la guerra de Secesión.
Su mecanismo de detonación puede ser muy variado, desde sistemas manuales o de presión hasta complejos sistemas electrónicos (acústicos, magnéticos, etc.).

## Descripción
Las minas marinas se pueden colocar de muchas maneras: mediante minadores construidos especialmente, barcos reacondicionados, submarinos o aviones, e incluso arrojándolas manualmente en un puerto. Pueden ser de bajo costo: algunas variantes pueden costar tan poco como 1500 € aunque las minas más sofisticadas pueden costar millones de euros. Estas últimas pueden estar equipadas con varios tipos de sensores y lanzar su ojiva mediante un cohete o un torpedo.
Su flexibilidad y rentabilidad hacen que las minas sean atractivas para los beligerantes menos poderosos en la guerra asimétrica. El costo de producir y poner una mina generalmente es entre 0,5% y 10% del costo de quitarlas, y puede emplear hasta 200 veces más tiempo para limpiar un campo de minas que para ponerlo. Todavía existen fragmentos de algunos campos de minas marinas de la Segunda Guerra Mundial porque son demasiado extensos y caros de limpiar. Es posible que algunas de estas minas de la década de 1940 sigan siendo peligrosas durante muchos años.
Las minas marinas se han empleado como armas ofensivas o defensivas en ríos, lagos, estuarios, mares y océanos, pero también se pueden utilizar como herramientas de guerra psicológica. Se colocan minas ofensivas en aguas enemigas, fuera de los puertos y a través de importantes rutas comerciales con el objetivo de hundir tanto buques mercantes como militares. Los campos de minas defensivos protegen tramos clave de la costa de barcos y submarinos enemigos, forzándolos a áreas más fáciles de defender o alejándolos de las sensibles.
Los campos de minas marinas diseñados para efectos psicológicos generalmente se colocan en rutas comerciales y se utilizan para evitar que el envío llegue a una nación enemiga. A menudo se extienden ligeramente, para crear una impresión de campos minados existentes en grandes áreas. Una sola mina insertada estratégicamente en una ruta comercial puede detener los movimientos marítimos durante días mientras se barre toda el área.
El derecho internacional, específicamente la Octava Convención de La Haya de 1907, exige que las naciones declaren cuando minen un área, para facilitar que el transporte civil evite las minas. Las advertencias no tienen que ser específicas; por ejemplo, durante la Segunda Guerra Mundial, Gran Bretaña declaró simplemente que había minado el Canal de la Mancha, el Mar del Norte y la costa francesa.

## Historia

### Primeros usos

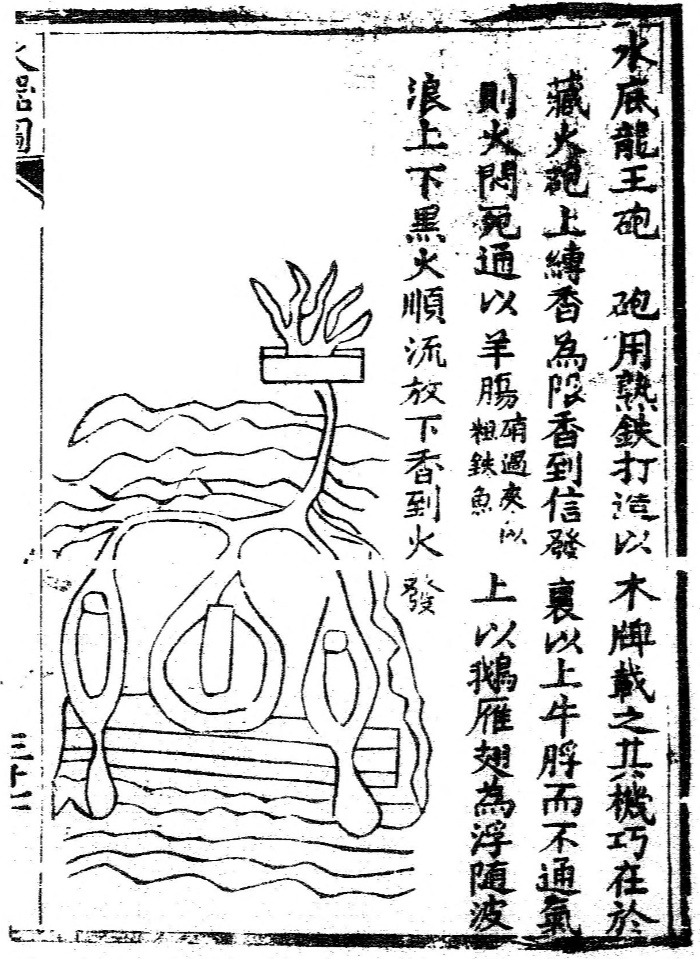
Dibujo del y la descripción de una mina naval del Huolongjing

Los precursores de las minas marinas fueron inventados por los artificieros de la China imperial y fueron descritos en detalle por el oficial de artillería de la dinastía Ming, Jiao Yu, en su tratado militar del siglo XIV conocido como Huolongjing. Los registros chinos hablan de explosivos navales en el siglo XVI, utilizados para luchar contra los piratas japoneses (wakō). Este tipo de mina naval estaba cargada en una caja de madera, sellada con masilla. El general Qi Jiguang las empleó varias veces para hostigar a los barcos piratas japoneses. El tratado Tiangong Kaiwu (la explotación de las obras de la naturaleza), escrito por Song Yingxing en 1637, describe minas marinas con un cable de tracción manipulado por soldados emboscados y ocultos en la costa cercana. Estos accionaban mediante el cable una llave de rueda de acero y pedernal para producir chispas y encender la mecha de la mina naval. Aunque este es el primer uso de la llave de rueda en las minas marinas, Jiao Yu había descrito su uso para las minas terrestres en el siglo XIV.
El primer diseño de una mina marina en occidente se debe a Ralph Rabbards, quien, en 1574, presentó su diseño a la reina Isabel I de Inglaterra. El inventor holandés Cornelius Drebbel empleado de la Oficina de Artillería por el rey Carlos I de Inglaterra para hacer armas, creó un "petardo flotante" que resultó ser un fracaso. Aparentemente, los ingleses probaron armas de este tipo en el Asedio de La Rochelle en 1627.
El estadounidense David Bushnell desarrolló la primera mina naval estadounidense para su uso contra los británicos en la Guerra de Independencia de los Estados Unidos. Era un barril hermético lleno de pólvora que flotaba hacia el enemigo, detonado por una llave de chispa si golpeaba un barco. Fue utilizado en el río Delaware como una mina de deriva.

### SigloXIX

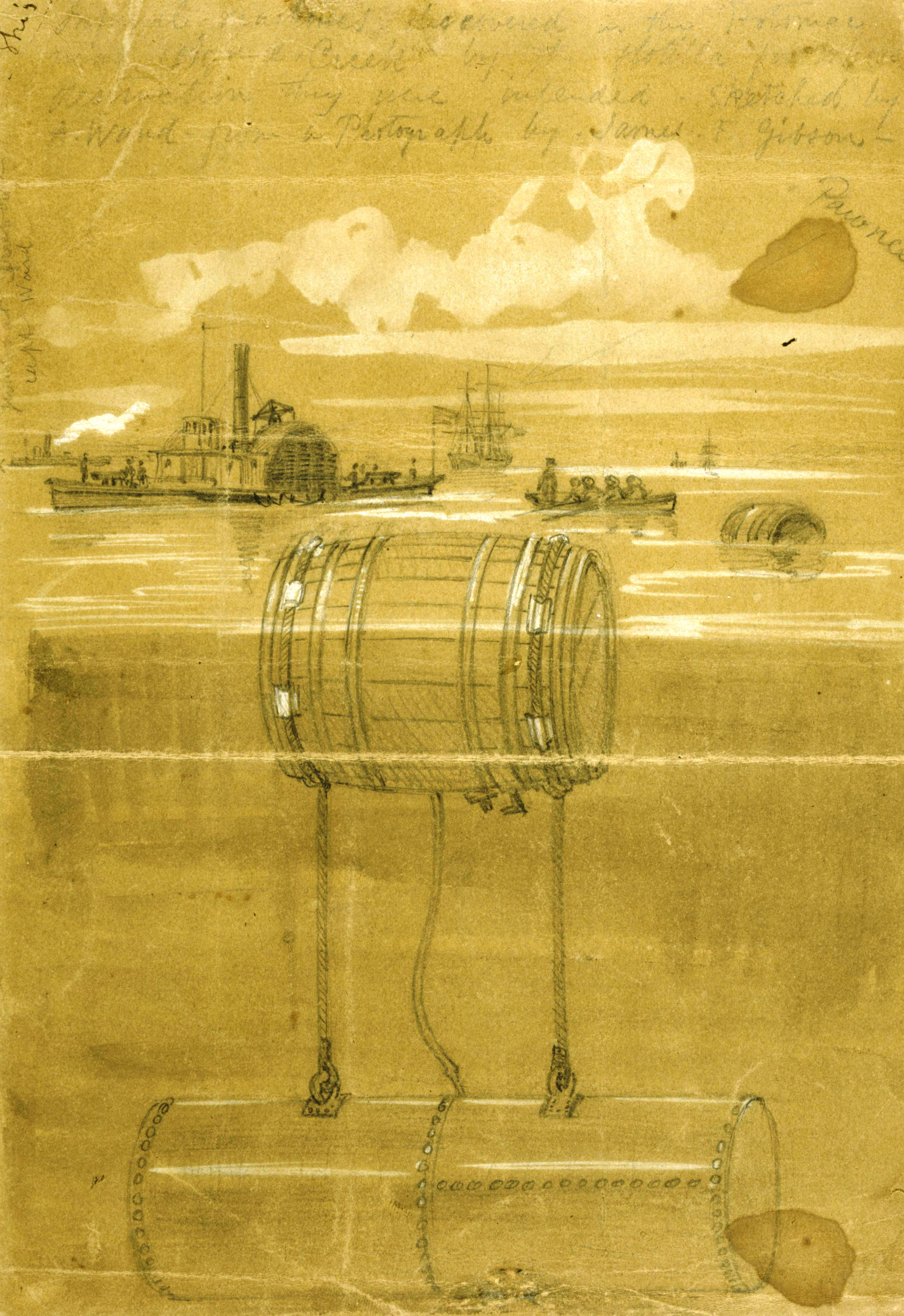
Máquinas infernales en el río Potomac en 1861, durante la guerra de Secesión. Bosquejo de Alfred Waud.

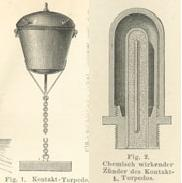
Mina marina y detonador, alrededor de 1880, en ese momento todavía se llamaba torpedo de contacto.

En 1812, el ingeniero ruso Pavel Schilling consiguió detonar una mina submarina utilizando un circuito eléctrico. En 1842, Samuel Colt usó un detonador eléctrico para destruir una embarcación en movimiento y hacer una demostración de una mina submarina de su propio diseño a la Armada de los Estados Unidos y al presidente John Tyler. Sin embargo, la oposición del expresidente John Quincy Adams detuvo el proyecto al tacharlo de "guerra injusta y deshonesta". En 1854, durante el intento fallido de la flota anglo-francesa de apoderarse de la fortaleza de Kronstadt, los barcos de vapor británicos HMS Merlin (9 de junio de 1855, el primer minado marino exitoso de la historia), HMS Vulture y HMS Firefly sufrieron daños debido a las explosiones submarinas de las minas marinas rusas. Los especialistas navales rusos situaron más de 1500 minas marinas, o máquinas infernales, diseñadas por Moritz von Jacobi y por Immanuel Nobel, en el Golfo de Finlandia durante la Guerra de Crimea de 1853 a 1856. El hudimiento del HMS Vulcan por una mina marina llevó a la primera operación de dragado de minas del mundo. Durante las siguientes 72 horas, se dragaron 33 minas.
La mina Jacobi fue diseñada por el ingeniero ruso nacido en Alemania Jacobi, en 1853. La mina estaba unida al fondo del mar por un ancla. Un cable conectaba a una celda galvánica que la alimentaba desde la orilla. La potencia de su carga explosiva era igual a 14 kilogramos de pólvora negra. En el verano de 1853, el Comité de Minas del Ministerio de Guerra del Imperio ruso aprobó la producción de la mina. En 1854, se colocaron 60 minas Jacobi en las cercanías de los fuertes Pavel y Alexander, en Kronstadt, para disuadir a la flota báltica británica de atacarlos. Gradualmente retiró de servicio a su competidora directa, la mina Nobel, por la insistencia del almirante Fyodor Litke. Las minas Nobel fueron compradas al industrial sueco Immanuel Nobel, quien estaba coludido con el jefe de la armada rusa Aleksandr Serguéyevich Ménshikov. A pesar de su alto costo (100 rublos), las minas Nobel demostraron ser defectuosas, detonando mientras eran instaladas, no detonaban o se soltaban de sus cables e iban a la deriva, al menos 70 de ellas fueron desactivadas posteriormente por los británicos. En 1855, se colocaron 301 minas Jacobi más alrededor de Krostadt y Lisy Nos. Los barcos británicos no se atrevieron a acercarse a ellos.
En el siglo XIX, las minas se llamaban torpedos, un nombre probablemente conferido por Robert Fulton en honor al pez torpedo, que produce potentes descargas eléctricas. El torpedo de pértiga era una mina unida al extremo de una larga vara, que detonaba cuando la nave que lo transportaba embestía a otra y se retiraba a una distancia segura. El submarino H. L. Hunley usó uno para hundir al USS Housatonic el 17 de febrero de 1864. El torpedo Harvey era un tipo de mina flotante remolcada junto a un barco y estuvo brevemente en servicio en la Royal Navy en la década de 1870. Otros "torpedos" fueron acoplados a los barcos o eran autopropulsados. Un arma de este tipo llamada torpedo Whitehead en honor de su inventor, hizo que la palabra "torpedo" se aplicara a los proyectiles submarinos autopropulsados, así como a dispositivos estáticos. Estos dispositivos móviles también se conocían como "peces torpedo".
La guerra de Secesión (1861-1865) vio el éxito de las minas. El primer barco hundido por una mina fue el USS Cairo en 1862 en el río Yazoo. La famosa/apócrifa orden del Contraalmirante David Farragut durante la Batalla de la bahía de Mobile en 1864, "¡Malditos torpedos, adelante a toda velocidad!", se refería a un campo de minas marinas en Mobile, Alabama.
Después de 1865, Estados Unidos adoptó la mina como su arma principal para la defensa costera. En la década posterior a 1868, el mayor Henry Larcom Abbot llevó a cabo una larga serie de experimentos para diseñar y probar minas amarradas que podrían explotar al contacto o detonarse a voluntad cuando el buque enemigo pasara cerca de ellas. Este desarrollo inicial de minas en los Estados Unidos tuvo lugar bajo el ámbito del Cuerpo de Ingenieros del Ejército de los Estados Unidos, que capacitó a oficiales y hombres en su uso en la Escuela de Ingeniería de Aplicaciones en Willets Point, Nueva York (más tarde llamado Fort Totten) En 1901, los campos de minas submarinas pasaron a ser responsabilidad del Cuerpo de Artillería del Ejército de los Estados Unidos, y en 1907 fue una responsabilidad fundamental del Cuerpo de Artillería Costera del Ejército de los Estados Unidos.
La Armada Imperial Rusa, pionera en la guerra de minas marinas, desplegó con éxito minas contra la Armada Otomana durante la Guerra de Crimea y la Guerra ruso-turca de 1877-1878.
Durante la guerra del Pacífico (1879-1883), la Marina de Guerra del Perú en momentos en que la escuadra chilena bloqueaba los puertos peruanos, conformó una brigada de torpedistas al mando del capitán de fragata Leopoldo Sánchez Calderón y el ingeniero peruano Manuel Cuadros, quienes perfeccionaron el sistema torpedo o mina naval para que sea activado eléctricamente cuando se levantase el peso de carga. Es así como, el 3 de julio de 1880, frente al puerto del Callao, el transporte artillado Loa vuela al capturar una balandra minada por los peruanos. Similar suerte ocurrió con la cañonera Covadonga frente al puerto de Chancay, el 13 de septiembre de 1880, que habiendo capturado y revisado una hermosa lancha, esta explota al momento de izarla por su lado.  
Durante la Batalla de Tamsui (1884), en la Campaña de Keelung de la Guerra franco-china, las fuerzas chinas en Taiwán bajo Liu Mingchuan tomaron medidas para reforzar Tamsui contra los franceses; plantaron nueve minas torpedo en el río y bloquearon la entrada.

### Principios delsigloXX

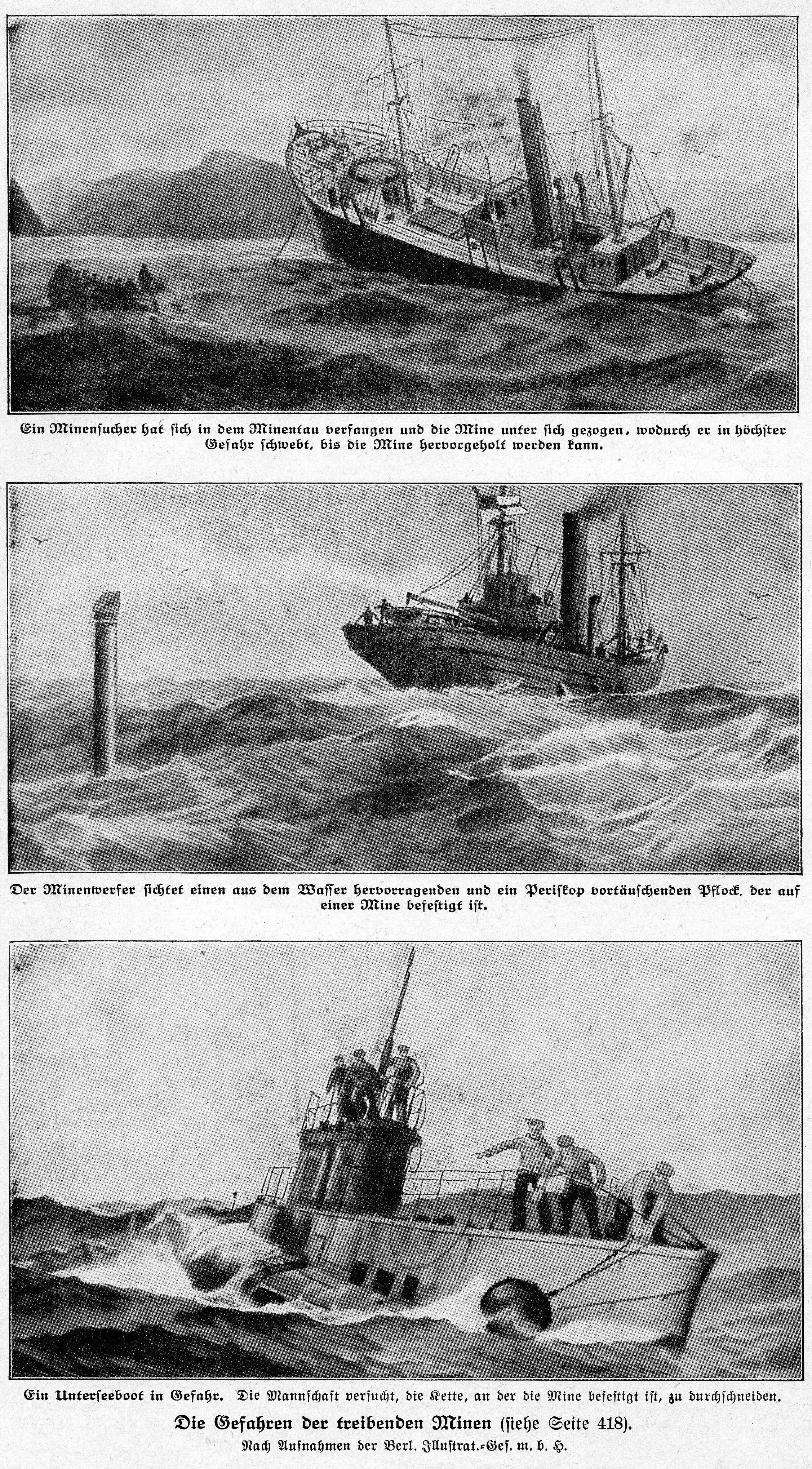
Folleto alemán de la Primera Guerra Mundial para evitar minas, Illustrierte Zeitung, 1916.

Durante el Levantamiento de los bóxers, las fuerzas imperiales chinas desplegaron un campo de minas marinas detonado a distancia en la desembocadura del río Peiho delante de los fuertes de Taku, para evitar que las fuerzas aliadas occidentales enviaran barcos para atacar.
El siguiente uso importante de las minas fue durante la guerra ruso-japonesa de 1904-1905. Dos minas explotaron cuando el Petropavlovsk las golpeó cerca de Port Arthur, echando a pique el buque y matando al comandante de la flota, el almirante Stepán Makárov, y la mayoría de su tripulación en el proceso. Sin embargo, las bajas infligidas por las minas no se limitaron a los rusos. La Armada Imperial Japonesa perdió dos acorazados, cuatro cruceros, dos destructores y un torpedero a causa de minas que había puesto durante la guerra. Más famoso, el 15 de mayo de 1904, el minador ruso Amur plantó un campo de 50 minas marinas en Port Arthur y logró hundir los acorazados japoneses Hatsuse y Yashima.
Tras el final de la guerra ruso-japonesa, varias naciones intentaron prohibir las minas como armas de guerra en la Conferencia de Paz de La Haya (1907).
Muchas de las primeras minas eran frágiles y peligrosas de manejar, ya que contenían recipientes de vidrio llenos de nitroglicerina o dispositivos mecánicos que activaban una explosión al volcar. Varios minadores fueron destruidos cuando su cargamento explotó.
A inicios del siglo XX, las minas submarinas desempeñaron un papel importante en la defensa de los puertos estadounidenses contra el ataque enemigo en la guerra hispano-estadounidense como parte de los Programas Endicott y Taft. Las minas empleadas eran minas ancladas a los fondos de los puertos y detonadas desde una casamata en tierra.
Durante la Primera Guerra Mundial, las minas marinas se utilizaron ampliamente para defender las costas, el tráfico marítimo de cabotaje, los puertos y las bases navales de todo el mundo. Los alemanes colocaron minas marinas en las rutas navieras para hundir barcos mercantes y buques de guerra en servicio de Gran Bretaña. Los Aliados atacaron a los submarinos alemanes en el estrecho de Dover y las Hébridas. En un intento de sellar las salidas nórdicas del Mar del Norte, los Aliados desarrollaron la barrera de minas del Mar del Norte. Durante un período de cinco meses a partir de junio de 1918, se colocaron casi 70.000 minas en las salidas nórdicas del Mar del Norte. El número total de minas colocadas en el Mar del Norte, la costa este británica, el estrecho de Dover y la bahía de Heligoland se estima en 190.000 y el número total durante toda la Primera Guerra Mundial fue de 235.000 minas marinas. El dragado de la barrera después de la guerra necesitó 82 barcos y cinco meses, trabajando todo el día. También fue durante la Primera Guerra Mundial, que una mina marina hundió al barco más grande, el buque hospital británico HMHS Britannic, que era el gemelo del RMS Titanic.

### Segunda Guerra Mundial

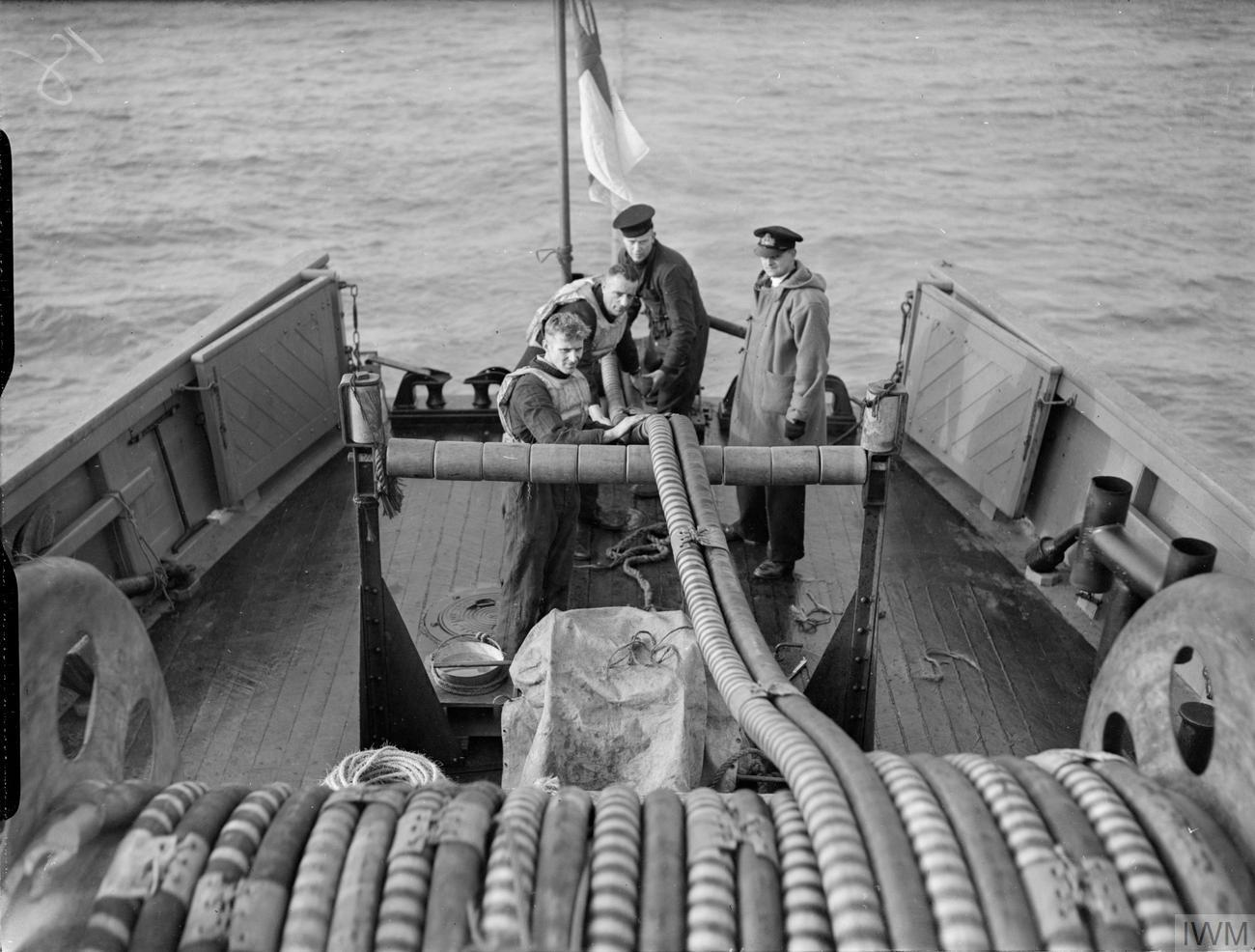
Los cables eléctricos del equipo de dragado de minas magnéticas Doble L, siendo desplegados desde la popa de un dragaminas de la Royal Navy.

Al inicio de la Segunda Guerra Mundial, la flota alemana de submarinos era pequeña y gran parte de sus acciones iniciales consistió en el minado de las rutas de convoyes y puertos alrededor de Gran Bretaña. Los submarinos alemanes también operaban en el mar Mediterráneo, en el mar Caribe y a lo largo de la costa estadounidense.
Inicialmente, se emplearon minas de contacto que requieren que un barco golpee físicamente una mina para detonarla. Estas minas generalmente se encuentran atadas al final de un cable justo debajo de la superficie del agua. Las minas de contacto generalmente hacen un agujero en los cascos de los barcos. Al comienzo de la Segunda Guerra Mundial, la mayoría de las naciones habían desarrollado minas que podían lanzarse desde aviones, algunas de las cuales flotaban en la superficie, lo que permitía situarlas en los puertos enemigos. El uso de dragado y redes era efectivo contra este tipo de mina, pero consumía tiempo y recursos valiosos, y requería que se cerraran los puertos.
Más tarde, algunos barcos que sobrevivieron a las explosiones de minas, llegaban al puerto con planchas desencajadas y cuadernas rotas. Esto parecía deberse a un nuevo tipo de mina, que detectaba los barcos por su proximidad a la mina y detonando a distancia (mina de influencia). Causando daños con la onda expansiva de la explosión. Los barcos que habían cruzado con éxito el Atlántico a veces se destruían entrando en puertos británicos recién despejados. Se estaban perdiendo más barcos de los que podían ser reemplazados, y Churchill ordenó que la recuperación intacta de una de estas nuevas minas fuera de máxima prioridad.
Los británicos tuvieron un golpe de suerte en noviembre de 1939, cuando una mina alemana fue lanzada desde un avión sobre los lodazales de Shoeburyness durante la marea baja. Además, la tierra pertenecía al Ejército y se disponía de una base con hombres y talleres. La base naval HMS Vernon envió expertos para investigar la mina. La Royal Navy sabía que las minas podían usar sensores magnéticos, ya que Gran Bretaña había desarrollado minas magnéticas en la Primera Guerra Mundial, por lo que todos se quitaron cualquier objeto metálico que llevasen encima, incluidos sus botones, y fabricaron herramientas de latón no magnético. Desarmaron la mina y la llevaron rápidamente a los laboratorios de la base naval HMS Vernon, donde los científicos descubrieron que la mina tenía un detonador magnético. Un gran objeto ferroso que atraviesa el campo magnético de la Tierra concentrará el campo a través de él; el detector de la mina fue diseñado para dispararse cuando una nave pasaba, cuando su campo magnético se concentraba según lo medido por la mina. El mecanismo tenía una sensibilidad ajustable, calibrada en miligauss. Resultó que, el detonador alemán era demasiado sensible, facilitando el dragado. Estados Unidos comenzó a agregar contadores de retraso a sus minas magnéticas en junio de 1945.

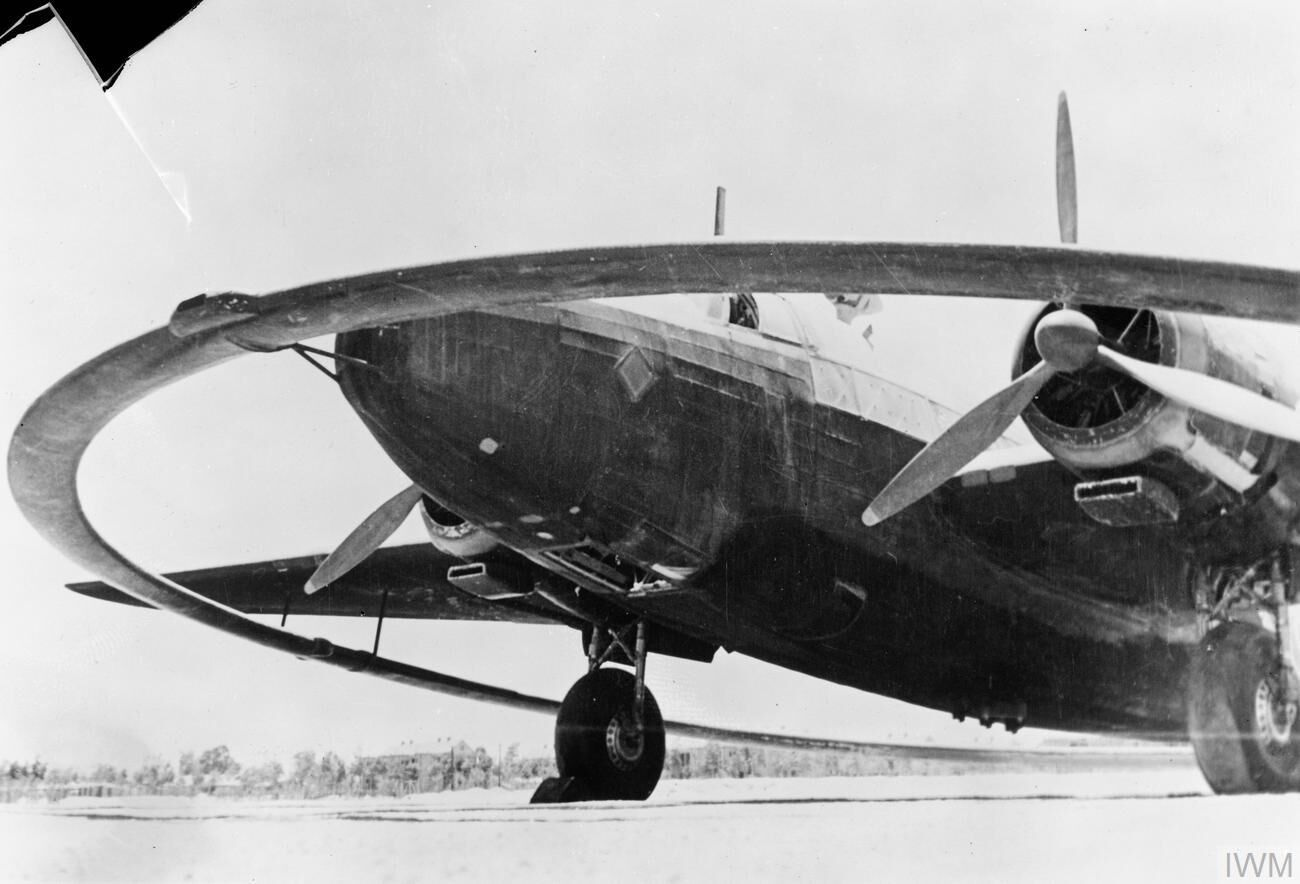
Un Vickers Wellington equipado con un DWI, detonador de minas magnéticas, Ismailia, Egipto.

A partir de estos datos, se crearon métodos para dragar estas minas. Los primeros métodos incluían el uso de grandes electroimanes remolcados por barcos o debajo de aviones en vuelo rasante. Para esto se utilizaron varios bombarderos más antiguos como el Vickers Wellington. Ambos métodos tenían la desventaja de dragar solo una pequeña hilera. Se encontró una solución mejor en el "Dragado doble L" usando cables eléctricos remolcados por barcos que mandaban grandes pulsos de corriente a través del agua de mar. Esto creaba un gran campo magnético y dragaba toda el área entre las dos naves. Los métodos más antiguos continuaron siendo utilizados en áreas más pequeñas. Por ejemplo, el canal de Suez continuó siendo dragado por aviones. Los métodos de dragado japoneses en tiempos de guerra, por el contrario, nunca avanzaron mucho más allá de los estándares de la década de 1930 y no lograron mantenerse al día con las nuevas minas estadounidenses, dragando no más del 15% de todas las minas depositadas en las aguas costeras de Japón. Además, la fuerza de dragaminas de la Armada Imperial Japonesa era demasiado pequeña con 350 barcos y 20,000 hombres.
Si bien estos métodos fueron útiles para dragar minas de los puertos locales, fueron de poca o ninguna utilidad para las áreas controladas por el enemigo. La mayoría de la flota se sometió a un proceso de desmagnetización masiva, donde sus cascos tenían un ligero sesgo "sur" inducido en ellos que compensaba el efecto de concentración casi a cero.
Inicialmente, los principales buques de guerra tenían una bobina de desmagnetización de cobre colocada alrededor del perímetro del casco, alimentada por el sistema eléctrico de la nave cada vez que se sospechaba que se entraba en aguas con minas magnéticas. Algunos de los primeros en estar tan equipados fueron el portaaviones HMS Ark Royal y los transatlánticos RMS Queen Mary y RMS Queen Elizabeth. Una foto de uno de estos transatlánticos en el puerto de Nueva York, que mostraba la bobina de desmagnetización, reveló a la inteligencia naval alemana que los británicos estaban utilizando métodos de desmagnetización para combatir sus minas magnéticas. Se consideró que esto no era práctico para buques de guerra más pequeños y buques mercantes, principalmente porque los buques carecían de la capacidad de generación para alimentar dicha bobina. Se descubrió que se podía "limpiar" el casco de un barco moviendo de arriba hacia abajo un cable que transportaba electricidad, cancelando temporalmente la firma magnética de los barcos, lo suficiente como para anular la amenaza. Esto comenzó a fines de 1939, y en 1940 los buques mercantes y los buques de guerra británicos más pequeños fueron en gran medida inmunes durante unos meses hasta que nuevamente reconstruyeron el campo.
El HMS Belfast es solo un ejemplo de un barco golpeado por una mina magnética durante este período. El 21 de noviembre de 1939, una mina le rompió la quilla, lo que dañó el motor y las salas de calderas, además de herir a 46 hombres y uno de ellos murió después por sus heridas. Fue remolcado a Rosyth para reparaciones. Incidentes como este provocaron que muchos de los barcos que navegaban a Dunkerque fueran desmagnetizados en un maratón de cuatro días por las estaciones de desmagnetización.
Los Aliados y Alemania desplegaron minas acústicas en la Segunda Guerra Mundial, contra las cuales incluso los barcos con casco de madera, en particular los dragaminas, seguían siendo vulnerables. Japón desarrolló generadores sónicos para eliminar estas, pero el equipo no estaba listo al final de la guerra. El método principal que usó Japón fueron pequeñas bombas aéreas. Esto era costoso e ineficaz; utilizado contra minas acústicas en Penang, se necesitaron 200 bombas para detonar solo 13 minas.
Los alemanes desarrollaron una mina activada por presión y planearon desplegarla también, pero la guardaron para su uso posterior cuando quedó claro que los británicos habían derrotado el sistema magnético. Estados Unidos también desplegaron estas minas marinas, agregando "contadores" que permitirían que un número variable de barcos pasaran ilesos antes de detonar. Esto las hizo mucho más difíciles de dragar. Los anticuados métodos de dragado de Japón, levantando minas en redes, accidentalmente resultaron útiles contra estas minas. Pero seguía siendo demasiado lento y peligroso para ser verdaderamente efectivo, especialmente a la luz de los altos números de minas.
Las campañas de minado podrían tener consecuencias devastadoras. El esfuerzo de los Estados Unidos contra Japón, por ejemplo, cerró puertos importantes, como Hiroshima, durante días, y al final de la guerra del Pacífico había reducido la cantidad de carga que pasaba por Kobe-Yokohama en un 90%.
Cuando terminó la guerra, más de 25 000 minas colocadas por Estados Unidos todavía estaban en su lugar, y la Marina demostró ser incapaz de dragarlas a todas, limitando los esfuerzos a áreas críticas. Después de dragar durante casi un año, en mayo de 1946, la Armada abandonó el esfuerzo con 13,000 minas aún sin dragar. Durante los siguientes treinta años, más de 500 dragaminas (de varios de tipos) fueron dañados o hundidos al dragarlas.

### Después de la Segunda Guerra Mundial
Durante la guerra de Corea, las minas colocadas por las fuerzas norcoreanas causaron el 70% de las bajas sufridas por los buques de guerra estadounidenses y causaron cuatro hundimientos.
Durante la guerra Irán-Irak de 1980 a 1988, los beligerantes minaron varias áreas del Golfo Pérsico y las aguas cercanas. El 24 de julio de 1987, el superpetrolero SS Bridgeton choco con una mina iraní cerca de la isla Farsi. El 14 de abril de 1988, el USS Samuel B. Roberts golpeó una mina iraní M-08/39 en la ruta marítima central del Golfo Pérsico, hiriendo a 10 marineros.
En el verano de 1984, las minas marinas magnéticas dañaron al menos 19 barcos en el Mar Rojo. Estados Unidos concluyó que Libia probablemente fue responsable de la acción. En respuesta, Estados Unidos, Gran Bretaña, Francia y otros tres países lanzaron la Operación Intense Look, una operación de dragado de minas en el Mar Rojo que involucró a más de 46 barcos.
Por orden de la administración Reagan, la CIA minó Puerto Sandino en Nicaragua en 1984 en apoyo del grupo guerrillero Contras. Un petrolero soviético estaba entre los barcos dañados por estas minas. En 1986, en el caso Nicaragua contra Estados Unidos, la Corte Internacional de Justicia dictaminó que este minado era una violación del derecho internacional.
Durante la guerra del Golfo, las minas marinas iraquíes dañaron severamente al USS Princeton y al USS Tripoli. Cuando concluyó la guerra, ocho países realizaron operaciones de dragado.
Las fuerzas hutíes en la guerra civil yemení han empleado con frecuencia minas marinas, poniendo más de 150 en el mar Rojo a lo largo del conflicto.

## Clasificación

Tipos de minas navales: A- masa acuosa, B- fondo, SS- submarino. 1- Mina de deriva,2- mina de deriva, 3 -mina de amarra, 4- mina de amarra (cable corto), 5- mina de fondo, 6- mina torpedera/mina CAPTOR, 7- mina de ascensión.

Existen varias maneras de clasificar las minas marinas:

### Por emplazamiento

#### Minas amarradas
Un cuerpo con flotabilidad neutra se mantiene a una profundidad predeterminada bajo el agua en el ancla. La mina amarrada es la columna vertebral de los sistemas de minas modernos. Se despliegan donde el agua es demasiado profunda para las minas de fondo. Pueden usar varios tipos de instrumentos para detectar a un enemigo, generalmente una combinación de sensores acústicos, magnéticos y de presión, o sombras ópticas más sofisticadas o sensores de potencial eléctrico. Estos cuestan muchas veces más que las minas de contacto. Las minas amarradas son efectivas contra la mayoría de los tipos de barcos. Como son más baratos que otras armas antibuque, pueden desplegarse en grandes cantidades, lo que los convierte en armas útiles para la negación de áreas o para "canalizar". Las minas amarradas generalmente tienen vidas de más de 10 años, y algunas casi ilimitadas. Estas minas generalmente pesan 200 kg, incluidos 80 kg de explosivos. Un exceso de 150 kg de explosivos, la mina se vuelve ineficiente, ya que se vuelve demasiado grande para manejar y los explosivos adicionales agregan poco a la efectividad de la mina.

#### Mina encadenada
Se trata de dos minas de contacto flotantes amarradas unidas por un cable o cadena de acero. Típicamente, cada mina está situada aproximadamente a 18 m de distancia de su vecina, y cada una flota unos pocos metros debajo de la superficie del océano. Cuando la nave objetivo arrastra el cable de acero, las minas a cada lado son enviadas a los costados del casco de la nave, explotando al contacto. De esta manera, es casi imposible que las naves pasen de manera segura entre dos minas amarradas individualmente. Las minas encadenadas son un concepto muy simple que se utilizó durante la Segunda Guerra Mundial.

#### Ramo de minas
Un ramo de minas está formado por un ancla única unida a varias minas flotantes. Está diseñado para que cuando una mina sea barrida o detonada, otra tome su lugar. Es una construcción muy sensible y carece de fiabilidad.

#### Minas de fondo
Situadas en el fondo del mar. Se usan cuando el agua no tiene más de 60 metros de profundidad o cuando se lucha contra submarinos hasta unos 200 metros. Son mucho más difíciles de detectar y dragar, y pueden transportar una ojiva mucho más grande que una mina amarrada. Las minas de fondo suelen utilizar múltiples tipos de sensores, que son menos sensibles al dragado. Estas minas suelen pesar entre 150 y 1,500 kg, incluyendo entre 125 y 1,400 kg de explosivos.

#### Minas de deriva
Flotan a la deriva en la corriente, manteniéndose bajo el agua a una profundidad determinada. Las minas de deriva se usaban ocasionalmente durante la Primera Guerra Mundial y la Segunda Guerra Mundial. Sin embargo, eran más temidas que efectivas. A veces las minas flotantes se rompen de sus amarras y se convierten en minas de deriva. Las minas modernas están diseñadas para desactivarse en este evento. Después de varios años en el mar, el mecanismo de desactivación podría no funcionar según lo previsto y las minas podrían permanecer activas. La flota británica del almirante Jellicoe no persiguió ni destruyó la flota de alta mar alemana superada en número cuando se alejó en la batalla de Jutlandia porque pensó que lo estaban llevando a una trampa: creía que era posible que los alemanes dejaran minas flotantes en su estela, o lo atraían hacia los submarinos, aunque ninguno de estos era el caso.
Después de la Primera Guerra Mundial, la mina de contacto a la deriva fue prohibida, pero ocasionalmente se utilizó durante la Segunda Guerra Mundial. Las minas de deriva fueron mucho más difíciles de eliminar que las minas amarradas después de la guerra, y causaron aproximadamente el mismo daño a ambos bandos.
Churchill promovió la "Operación Royal Marine" en 1940 y nuevamente en 1944, donde se colocaron minas flotantes en el Rin en Francia para flotar río abajo, activándose después de un tiempo calculado como suficiente para llegar al territorio alemán.

#### Minas de ascesión
Están ancladas y, cuando se activan, se liberan del anclaje y emergen: libremente o con un motor. Permite que una sola mina flotante cubra un rango de profundidad mucho mayor.

#### Autopropulsada
Estas minas posee un arma en movimiento como ojiva, ya sea un torpedo o un cohete. Situados bajo el agua por un ancla o apostados en el fondo, cuando detectan un blanco ponen en marcha la ojiva hacia el objeto. No confundir con la mina móvil, dicha mina se mueve por sus propios medios hasta situarse y luego actúa como una mina convencional, mientras que la mina autopropulsada se sitúa de forma convencional y el movimiento es parte de la fase de ataque.

##### Mina cohete
Es una invención rusa, la mina cohete es una mina de fondo que dispara un cohete de alta velocidad (no un torpedo) hacia el objetivo. Su objetivo es permitir que una mina de fondo ataque buques de superficie, así como submarinos desde una mayor profundidad. Un tipo es la mina china propulsada por cohete Te-1 .

##### Mina torpedera
La mina torpedera es capaz de acechar a un objetivo y luego perseguirlo, por ejemplo, la Mark 60 CAPTOR. En general, las minas torpederas incorporan espoletas acústicas y magnéticas computarizadas. La "mina" estadounidense Mark 24, cuyo nombre en código era Fido, era en realidad un torpedo acústico. La designación de mina fue desinformación para ocultar su función.

### Según el mecanismo de detonación

#### Contacto

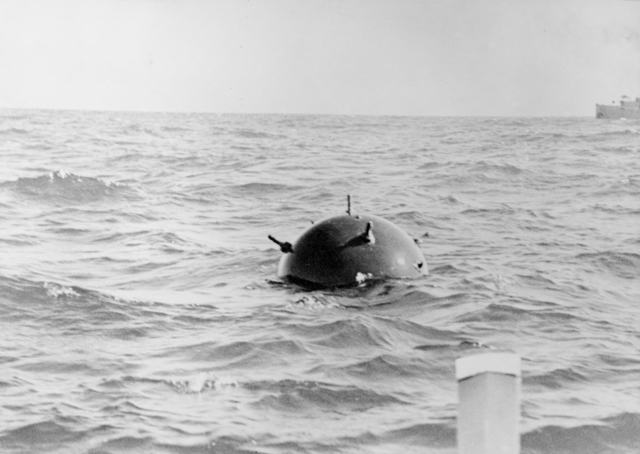
Mina alemana en aguas australianas. La fotografía se tomó durante la Segunda Guerra Mundial

Explotando en contacto directo con el casco del barco. Las primeras minas eran generalmente de este tipo. Todavía se usan hoy en día, ya que tienen un costo extremadamente bajo en comparación con cualquier otra arma antibuque y son efectivos, tanto como un arma psicológica como un método para hundir las naves enemigas. El objetivo debe tocar las minas de contacto antes de que detonen, lo que limita el daño a los efectos directos de la explosión y, por lo general, afecta solo a la embarcación que los dispara. Se puede dividir en dos grupos.

##### Galvanoplastia
Se activa cuando un barco golpea una tapa que sobresale del casco de la mina, que contiene una ampolleta de vidrio con electrolito de una celda galvánica. Las primeras minas tenían mecanismos mecánicos para detonarlos, pero estos fueron reemplazados en la década de 1870 por el "cuerno Hertz" (o "cuerno químico"), que funcionaba de manera fiable incluso después de que la mina hubiera estado en el mar durante varios años. La mitad superior de la mina está salpicada de protuberancias de plomo huecas, cada una de las cuales contiene una ampolleta de vidrio llena de ácido sulfúrico. Cuando el casco de un barco aplasta el cuerno de metal, rompe la ampolleta dentro de él, permitiendo que el ácido corra por un tubo al interior de una batería de plomo-ácido que hasta ese momento no contenía electrolito ácido. Esto de energía a la batería, que detona la carga explosiva.
Las formas anteriores del detonador empleaban una ampolleta de vidrio llena con ácido sulfúrico, rodeada por una mezcla de perclorato de potasio y azúcar. Cuando se quebraba la ampolleta, el ácido encendía la mezcla de perclorato y azúcar, y la llama resultante encendía la carga de pólvora.

##### Antena
Activada por el contacto del casco del barco con una antena de cable de metal, utilizada, por regla general, para luchar contra submarinos. Durante el período inicial de la Primera Guerra Mundial, la Royal Navy utilizó minas de contacto en el Canal de la Mancha y luego en grandes áreas del Mar del Norte para obstaculizar las patrullas de los submarinos alemanes. Más tarde, la mina de antena estadounidense se usó ampliamente porque los submarinos podían estar a cualquier profundidad desde la superficie hasta el fondo del mar. Este tipo de mina tenía un cable de cobre conectado a una boya que flotaba por encima de la carga explosiva que se depositaba al fondo marino con un cable de acero. Si el casco de acero de un submarino tocaba el cable de cobre, el ligero cambio de voltaje causado por el contacto entre dos metales diferentes se amplificaba y detonaba los explosivos

#### Sin contacto

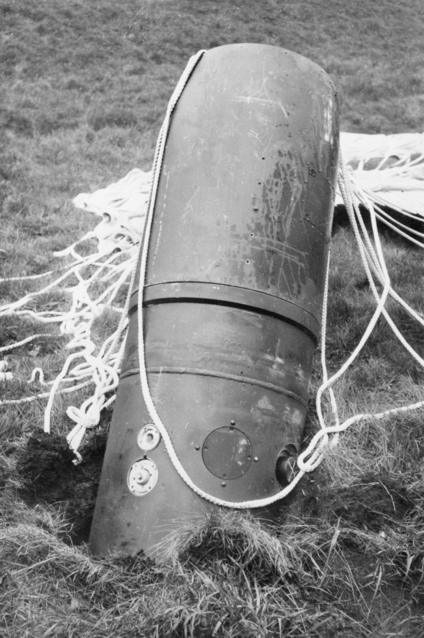
Mina magnética alemana retardada con paracaídas. Lanzada por un bombardero de la Luftwaffe durante la Segunda Guerra Mundial e incrustada en el suelo. Los mecanismos de la espoleta son visibles.

Estas minas son activadas por la influencia de un barco o submarino, en lugar del contacto directo. Dichas minas incorporan sensores electrónicos diseñados para detectar la presencia de una embarcación y detonar cuando se encuentra dentro del alcance de la explosión de la ojiva. Las espoletas en tales minas pueden incorporar uno o más de los siguientes sensores: desplazamiento magnético, acústico pasivo o de presión de agua causado por la proximidad de un buque.
- Magnético: reacciona al campo magnético del objetivo
- Acústica: reacciona a los campos acústicos.
- Hidrodinámica: reacciona al cambio dinámico de la presión hidráulica del paso del objetivo
- Inducción: reacciona a los cambios en el campo magnético de la nave (la espoleta funciona solo debajo de la nave con un rumbo)
- Combinado: combina sensores de diferentes tipos

Se utilizaron por primera vez durante la Primera Guerra Mundial, su uso se hizo más general en la Segunda Guerra Mundial. La sofisticación de la influencia de las espoletas de minas ha aumentado considerablemente a lo largo de los años. Primero como transistores y luego microprocesadores que se han incorporado a los diseños. Los sensores magnéticos simples han sido reemplazados por magnetómetros de campo total . Mientras que las primeras espoletas de minas magnéticas responderían solo a los cambios en un solo componente del campo magnético de un recipiente objetivo, un magnetómetro de campo total responde a los cambios en la magnitud del campo de fondo total (lo que le permite detectar mejor incluso los barcos desmagnetizados). Del mismo modo, los hidrófonos de banda ancha originales de las minas acústicas de la década de 1940 (que operan en el volumen integrado de todas las frecuencias) han sido reemplazadas por sensores de banda estrecha que son mucho más sensibles y selectivos. Las minas ahora se pueden programar para escuchar firmas acústicas altamente específicas (por ejemplo, una central eléctrica de turbina de gas o sonidos de cavitación de un diseño particular de hélice ) e ignorar todas las demás. La sofisticación de las modernas espoletas electrónicas de minas que incorporan estas capacidades de procesamiento de señal digital hace que sea mucho más difícil detonar la mina con contramedidas electrónicas.porque varios sensores que trabajan juntos (p. ej., presión magnética, acústica pasiva y de agua) le permiten ignorar las señales que no se reconocen como la firma única de un recipiente objetivo.

### Por multiplicidad

#### Incompleto
Se activa cuando el objetivo se detecta por primera vez. Todas las de contacto pertenecen a esta categoría.

#### Múltiple
Se activa después de un número específico de detecciones. Incluso ya en la Segunda Guerra Mundial, era posible incorporar una función de "contador de barcos" en las espoletas de minas. Esto podría hacer que la mina ignore los primeros dos barcos que pasan sobre ella (que podrían ser dragaminas que intentan deliberadamente activar minas), pero detonar cuando el tercer barco pasa por encima, lo que podría ser un objetivo de alto valor como un portaaviones o un petrolero. A pesar de que las minas modernas generalmente funcionan con una batería de litio de larga duración , es importante conservar la energía porque es posible que deban permanecer activas durante meses o incluso años. Por esta razón, la mayoría de las minas de influencia están diseñadas para permanecer en un estado semi-latente hasta que no tengan energía, por ejemplo, la desviación de una aguja de mu-metal, o un sensor de baja potencia detecta la posible presencia de una embarcación, momento en el cual la espoleta de la mina se enciende completamente y los sensores acústicos pasivos comenzarán a funcionar durante algunos minutos. Es posible programar minas computarizadas para retrasar la activación durante días o semanas después de la colocación. Del mismo modo, se pueden programar para autodestruirse o volverse seguros después de un período de tiempo preestablecido. En general, cuanto más sofisticado es el diseño de la mina, es más probable que tenga algún tipo de dispositivo antimanipulación para dificultar la limpieza por parte de buzos o sumergibles controlados de forma remota.

### Detonación

#### Autónoma
Se produce por los sensores de la mina.

#### Minas controladas a distancia
Gestionado desde la costa por cable; o de un barco que pasa generalmente acústicamente. Con frecuencia se utilizan en combinación con artillería costera e hidrófonos, las minas controladas (o minas de detonación a distancia) pueden estar en su lugar en tiempos de paz, lo cual es una gran ventaja para bloquear importantes rutas de comercio. Las minas generalmente se pueden convertir en minas "normales" con un interruptor (que evita que el enemigo simplemente capture la estación de control y desactive las minas), detonen mediante una señal o se les permita detonar por sí mismas. Las primeras fueron desarrollados alrededor de 1812 por Robert Fulton. Las primeras minas controladas a distancia fueron minas amarradas utilizadas en la guerra de Secesión, detonadas eléctricamente desde la costa. Se las consideraba superiores a las minas de contacto porque no ponían en peligro a buques amigos. El extenso programa de fortificaciones estadounidenses iniciado por la Junta de Fortificaciones en 1885 incluía minas controladas a distancia, que fueron emplazadas o en reserva desde la década de 1890 hasta el final de la Segunda Guerra Mundial.

### Por selectividad

#### Ordinaria
Detona ante cualquier objeto detectado.

#### Selectiva
Capaz de reconocer y atacar objetivos de determinadas características. Las minas de influencia modernas, como el BAE Stonefish, están informatizadas, con toda la capacidad de programación que esto implica, como la capacidad de cargar rápidamente nuevas firmas acústicas en espoletas, o programarlas para detectar una única firma de objetivo altamente distintiva. De esta manera, una mina con una espoleta acústica pasiva se puede programar para ignorar todas las naves amigas y pequeñas naves enemigas y detonar solo cuando un objetivo enemigo muy grande pasa sobre ella. Alternativamente, la mina se puede programar específicamente para ignorar todos los buques de superficie, independientemente del tamaño y los submarinos objetivo exclusivamente.

### Por tipo de carga

#### Convencional
TNT o explosivos similares

#### Nuclear
Durante la Guerra Fría se realizó una prueba con una mina naval equipada con ojivas nucleares tácticas para el disparo "Baker" de la Operación Crossroads. Esta arma fue experimental y nunca entró en producción. Algunos informes indican que Corea del Norte podría estar desarrollando una mina nuclear El Tratado de Control de Armas de los Fondos Marinos prohíbe la colocación de armas nucleares en el fondo marino más allá de una zona costera de 12 millas.

#### Mina inerte
Periódicamente se lanzan tambores de plástico llenos de arena u hormigón a los lados de los barcos a medida que se colocan minas reales en grandes campos. Estos objetivos falsos de bajo costo (diseñados para tener una forma y tamaño similares a las minas verdaderas) tienen la intención de ralentizar el proceso de remoción de minas: un dragaminas se ve obligado a investigar cada contacto de sonar sospechoso en el lecho marino, ya sea real o no. A menudo, un fabricante de minas marinas proporcionará versiones tanto de entrenamiento como inertes de sus minas.

### Otras minas

#### Mina móvil
La mina es impulsada a su posición prevista por un sistema de propulsión como un torpedo. Al llegar a su destino, se hunde hasta el fondo marino y opera como una mina estándar. Se diferencia de la mina de autopropulsada en que su etapa móvil es antes de situarse, y no como parte de la fase de ataque.
Uno de estos diseños es que la mina móvil lanzada por el submarino Mk 67, derivada del torpedo Mark 37. Es capaz de viajar hasta 10 millas a través o dentro de un canal, puerto, área de aguas poco profundas y otras zonas normalmente inaccesible. Después de llegar al área objetivo, se hunden hasta el lecho marino y actúan como minas de influencia convencionalmente.

#### Mina antidragado
La mina antidragado es una mina muy pequeña (ojiva de 40 kg) con un dispositivo flotante tan pequeño como sea posible. Cuando el cable de un dragaminas golpea la mina, se hunde, dejando que el cable se arrastre a lo largo del cable de anclaje de la mina hasta que el dragaminas golpea la mina. Eso detona la mina y corta el alambre de barrido. Son muy baratas y generalmente se usan en combinación con otras minas en un campo minado para dificultar el barrido. Un tipo es el Mark 23 utilizado por los Estados Unidos durante la Segunda Guerra Mundial.

## Daño

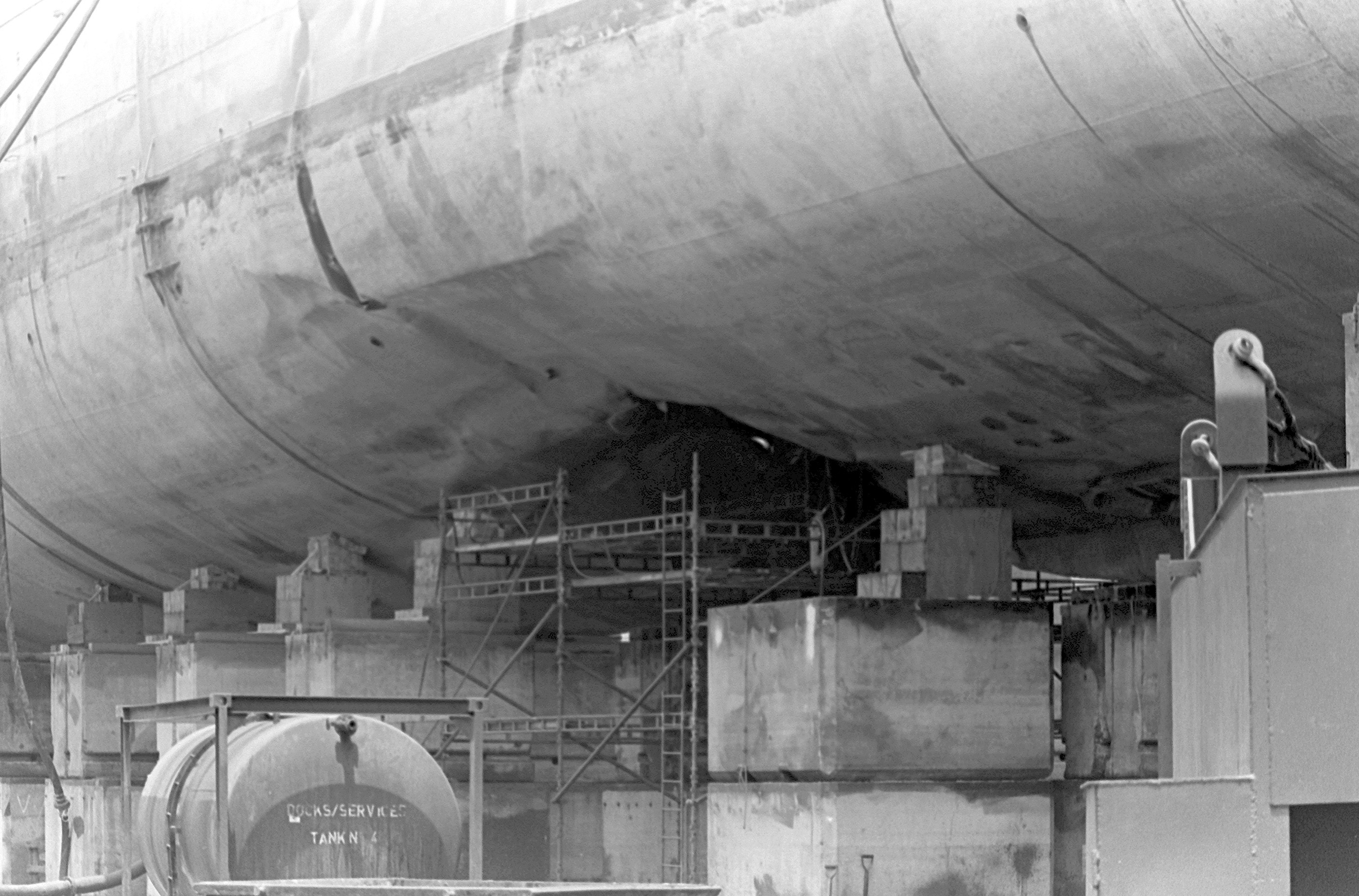
Daño causado por una mina al USS Samuel B. Roberts

El daño que puede causar una mina depende del " valor del factor de choque", una combinación de la fuerza inicial de la explosión y de la distancia entre el objetivo y la detonación. Cuando se toma en referencia al revestimiento del casco del barco, se utiliza el término "Factor de choque del casco" (HSF), mientras que el daño de la quilla se denomina "Factor de choque de la quilla" (KSF). Si la explosión está directamente debajo de la quilla, entonces HSF es igual a KSF, pero las explosiones que no están directamente debajo de la nave tendrán un valor menor de KSF.

### Daño directo
Por lo general, solo creado por minas de contacto, el daño directo es un agujero hecho en la nave. Entre la tripulación, las heridas de fragmentación son la forma más común de daño. Las inundaciones generalmente ocurren en uno o dos compartimentos estancos principales, que pueden hundir barcos más pequeños o deshabilitar los más grandes. El daño por minas de contacto a menudo ocurre en, o cerca de, la línea de flotación en la zona de proa, pero dependiendo de las circunstancias, un barco podría ser golpeado en cualquier parte de su superficie externa del casco (el ataque a la mina del USS Samuel B. Roberts es un buen ejemplo de una mina de contacto detonando en medio y debajo del barco).

### Efecto chorro de burbuja
El efecto de chorro de burbujas ocurre cuando una mina o torpedo detona en el agua a poca distancia del barco objetivo. La explosión crea una burbuja en el agua y, debido a la diferencia de presión, la burbuja colapsará desde el fondo. La burbuja se eleva hacia la superficie. Si la burbuja alcanza la superficie a medida que se colapsa, puede crear una columna de agua que puede elevarse más de cien metros en el aire. Si las condiciones son correctas y la burbuja se derrumba bajo el casco del barco, el daño al barco puede ser extremadamente grave. La burbuja que se derrumba forma un chorro de alta energía que puede crear un agujero de un metro de ancho a través del barco, inundando uno o más compartimientos, y es capaz de romper barcos más pequeños. La tripulación en las áreas golpeadas por el chorro generalmente muere al instante.
El incidente de Baengnyeong, en el que el ROKS Cheonan se partió por la mitad y se hundió frente a las costas de Corea del Sur en 2010, fue causado por el efecto de chorro de burbujas, según una investigación internacional.

### Efecto de choque
Si la mina detona a cierta distancia del barco, el cambio en la presión del agua hace que el barco resuene. Este es con frecuencia el tipo de explosión más mortal, si es lo suficientemente fuerte. Todo el barco se sacude peligrosamente y todo a bordo se tira. Los motores se arrancan de sus asientos, los cables de sus soportes, etc.. Un barco muy sacudido generalmente se hunde rápidamente, con cientos, o incluso miles, de pequeñas fugas en todo el barco y no hay forma de alimentar las bombas. A la tripulación no le va mejor, ya que el violento temblor los arroja. Este temblor es lo suficientemente poderoso como para causar lesiones incapacitantes en las rodillas y otras articulaciones del cuerpo, particularmente si la persona afectada están en superficies conectadas directamente al casco (como cubiertas de acero).
La cavitación de gas resultante y el diferencial de onda de choque sobre el ancho del cuerpo humano son suficientes para aturdir o matar a los buzos.

## Colocación de minas

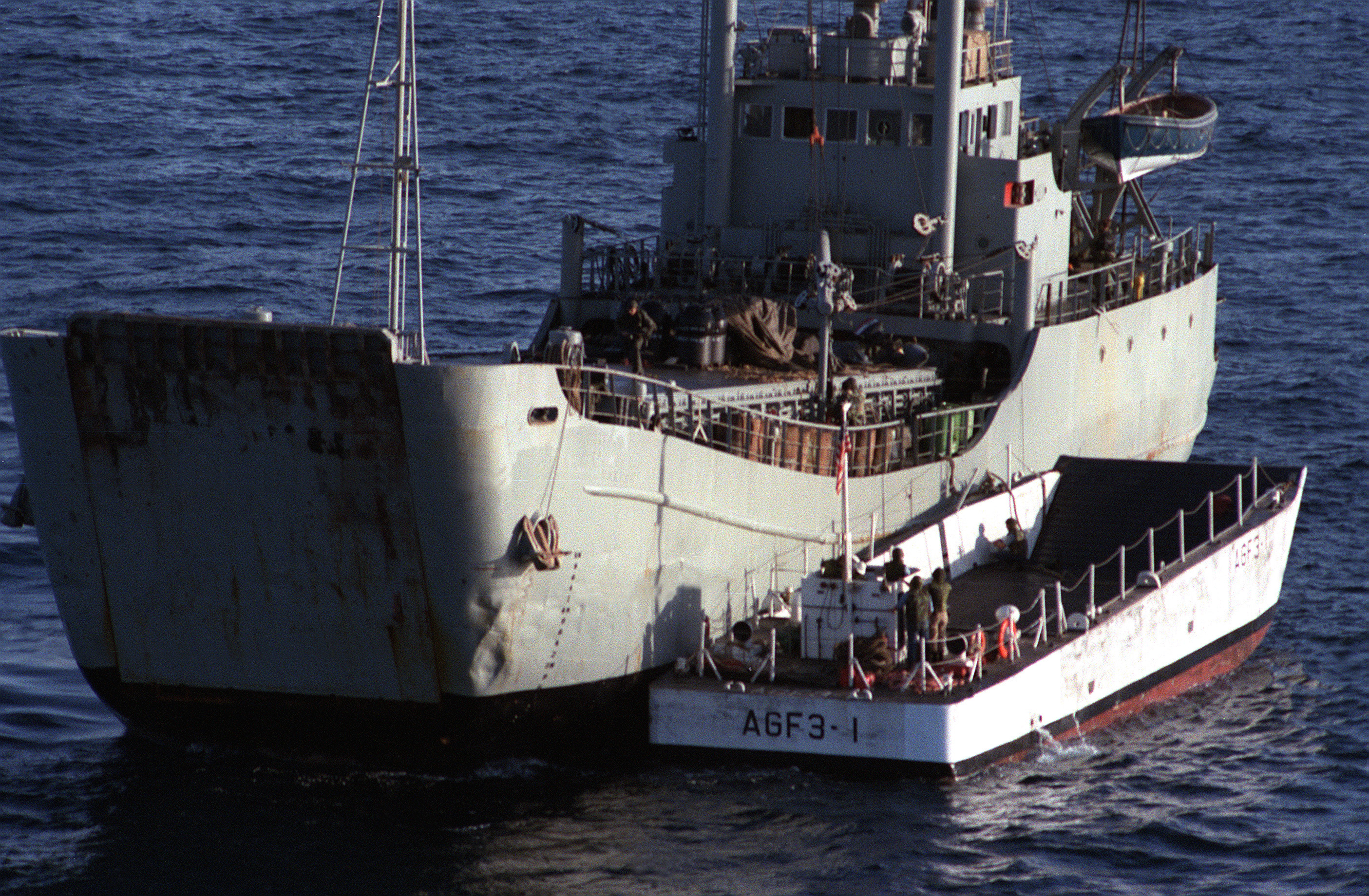
La nave iraní Irán Ajr (izquierda) capturada cuando colocaba minas. Es la modificación de una lancha de desembarco japonesa construida en 1987.

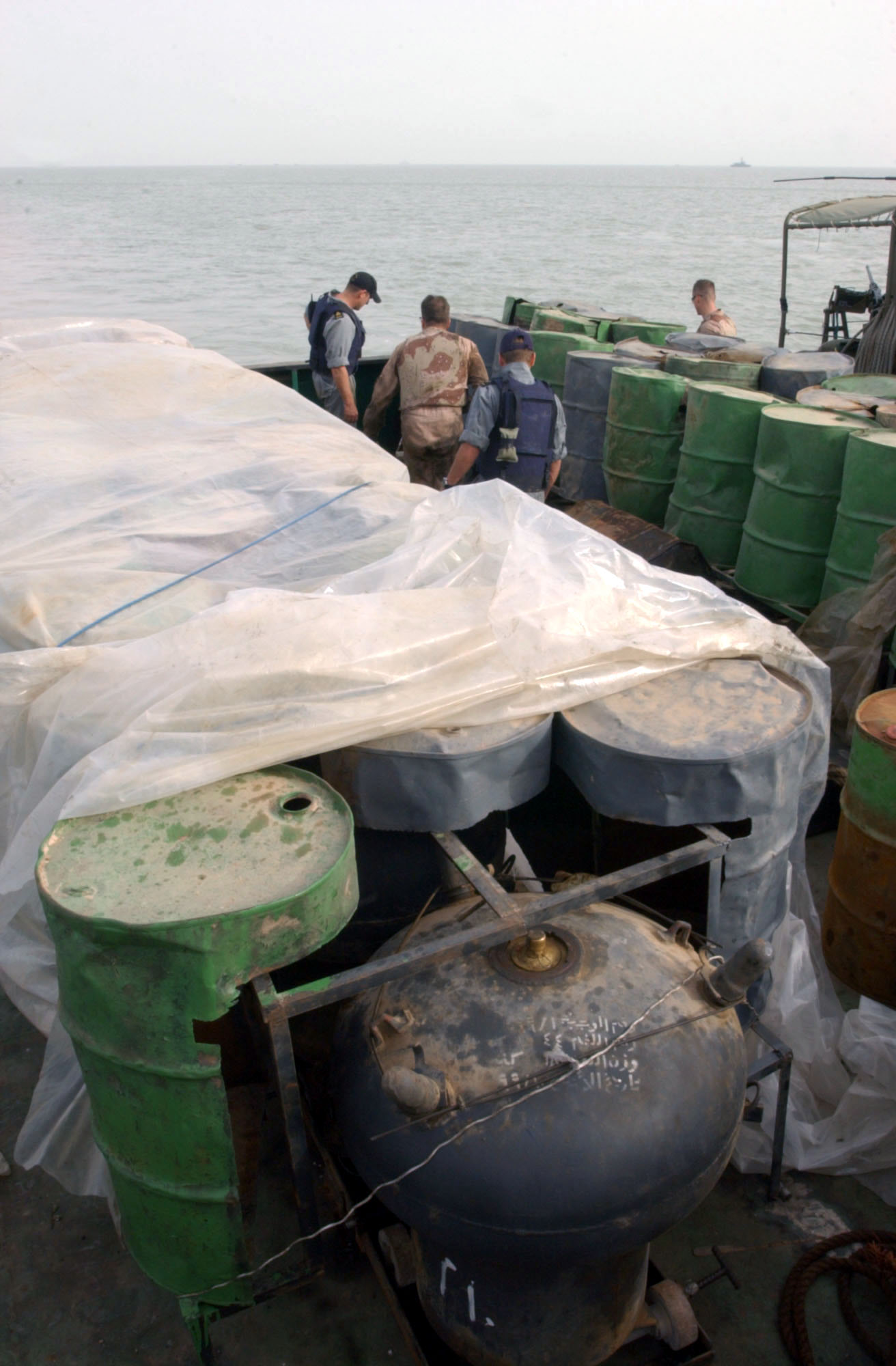
Minas iraquíes camufladas escondidas dentro de barriles de petróleo en una barcaza en el Golfo Pérsico, 2003.

Históricamente, se utilizaron varios métodos para colocar minas. Durante la Primera Guerra Mundial y la Segunda Guerra Mundial, los alemanes utilizaron submarinos para poner minas en todo el Reino Unido. En la Segunda Guerra Mundial, los aviones favorecieron la colocación de minas, y uno de los ejemplos más importantes fue el minado de las rutas navieras japonesas en la Operación Hambruna.
La colocación de un campo minado es un proceso relativamente rápido con barcos especializados, que hoy es el método más común. Estos minadores pueden transportar varios miles de minas y maniobrar con alta precisión. Las minas se dejan caer a intervalos predefinidos en el agua detrás del barco. Cada mina se registra para su posterior limpieza, pero no es inusual que estos registros se pierdan junto con los barcos. Por lo tanto, muchos países exigen que todas las operaciones de minado se planifiquen en tierra y se mantengan registros para que las minas puedan recuperarse más fácilmente más tarde.
Otros métodos para colocar campos minados incluyen:
- Buques mercantes convertidos: rampas enrolladas o deslizadas
- Aeronave: el paracaídas ralentiza el descenso al agua
- Submarinos: lanzados desde tubos de torpedos o desplegados desde bastidores de minas especializados a los lados del submarino
- Barcos de combate: rodados por el costado del barco
- Barcos camuflados - disfrazados de barcos de pesca
- Lanzadas desde la orilla, generalmente minas de aguas poco profundas más pequeñas
- Colocadas por buzos - minas más pequeñas de aguas poco profundas

En algunos casos, las minas se activan automáticamente al entrar en contacto con el agua. En otros, se tira de un cordón de seguridad (un extremo unido al riel de un barco, avión o tubo de torpedo) que inicia una cuenta regresiva automática del temporizador antes de que se complete el proceso de armado. Por lo general, el proceso automático de armado de seguridad tarda algunos minutos en completarse. Esto permite a las personas que colocan las minas el tiempo suficiente para salir de sus zonas de activación y explosión.

### Minado aéreo en la Segunda Guerra Mundial

#### Alemania
En la década de 1930, Alemania había experimentado con la colocación de minas por avión. Se convirtió en un elemento crucial en su estrategia de minado general. Los aviones tenían la ventaja de la velocidad, y nunca quedarían atrapados en sus propios campos minados. Las minas alemanas tenían una gran carga explosiva de 450 kg. De abril a junio de 1940, la Luftwaffe colocó 1,000 minas en aguas británicas. Se explotaron puertos soviéticos, al igual que la ruta del convoy ártico a Murmansk. El Heinkel He 115 podría transportar dos minas medianas o una grande, mientras que el Heinkel He 59, Dornier Do 18, Junkers Ju 88 y Heinkel He 111 podrían transportar más.

#### Unión Soviética
La URSS fue relativamente ineficaz en el uso de minas navales en la Segunda Guerra Mundial en comparación con su historial en guerras anteriores. Se desarrollaron pequeñas minas para su uso en ríos y lagos, y minas especiales para aguas poco profundas. Una mina química muy grande fue diseñada para hundirse a través del hielo con la ayuda de un compuesto de fusión. Los diseños especiales de minas aéreas finalmente llegaron en 1943–1944, la AMD-500 y la AMD-1000. [59] Varios bombarderos de la aviación naval soviética fueron empleados en el papel de la minería aérea en el Mar Báltico y el Mar Negro, incluidos Ilyushin DB-3, Il-4 y Douglas Boston III.

#### Reino Unido
En septiembre de 1939, el Reino Unido anunció la colocación de extensos campos minados defensivos en las aguas que rodean las islas británicas. Las operaciones de minería aérea ofensivas comenzaron en abril de 1940 cuando se colocaron 38 minas en cada uno de estos lugares: el río Elba, el puerto de Lübeck y la base naval alemana en Kiel. En los siguientes 20 meses, las minas lanzadas por aviones hundieron o dañaron 164 buques del Eje con la pérdida de 94 aviones. En comparación, los ataques aéreos directos habían hundido o dañado 105 buques con un coste de 373 aviones perdidos. La ventaja de la minado aérea se hizo evidente, y el Reino Unido se preparó para ello. Un total de 48,000 minas aéreas fueron colocadas por la Royal Air Force (RAF) en el Teatro Europeo durante la Segunda Guerra Mundial.

#### Estados Unidos de América
Los primeros esfuerzos de minado aérea de los Estados Unidos utilizaron aviones pequeños que no podían transportar muchas minas. Usando los aviones torpederos Grumman TBF Avenger, la Marina de los EE. UU. Montó un ataque directo de minado aérea contra el enemigo en Palau el 30 de marzo de 1944 en conjunción con ataques de bombardeo convencionales. La caída de 78 minas impidió que 32 barcos japoneses escaparan del puerto de Koror. La operación combinada hundió o dañó 36 barcos. Dos Avenger se perdieron y sus tripulaciones fueron recatadas. Las minas detuvieron el uso del puerto durante 20 días. Además, la colocación de minas en el área contribuyó a que los japoneses abandonaran Palau como base.
Ya en 1942, expertos estadounidenses en minado, como el científico del Laboratorio de artillería naval Dr. Ellis A. Johnson, CDR USNR, sugirieron operaciones masivas de minado aéreo contra la "zona exterior" de Japón (Corea y el norte de China), así como la "zona interior", sus islas de origen. Primero, las minas aéreas tendrían que desarrollarse más y fabricarse en grandes cantidades. En segundo lugar, colocar las minas requeriría un grupo aéreo considerable. Las Fuerzas Aéreas del Ejército de EE. UU. Tenían la capacidad de carga, pero consideraban que el minado era el trabajo de la marina. La marina de los Estados Unidos carecía de aviones adecuados. Johnson se propuso convencer al general Curtis LeMay de la eficacia de los bombarderos pesados que colocan minas aéreas.
Mientras tanto, B-24 Liberator, PBY Catalina y otros aviones bombarderos participaron en operaciones de minado localizadas en los teatros del Pacífico Sudoccidental y China, Birmania e India (CBI), comenzando con un ataque exitoso en el río Yangon en febrero de 1943. Las operaciones de minado aéreo involucraron una coalición de tripulaciones aéreas británicas, australianas y estadounidenses, con la RAF y la Real Fuerza Aérea Australiana (RAAF) llevando a cabo el 60% de las salidas y la USAAF y la Marina de los EE. UU. el 40% restante. Se utilizaron minas británicas y americanas. El tráfico de mercantes japoneses sufrió enormes pérdidas, mientras que las fuerzas de dragado de minas japonesas se extendieron demasiado para atender puertos remotos y extensas costas. El almirante Thomas C. Kinkaid, quien dirigió casi todas las operaciones de minado de la RAAF en CBI, respaldó sinceramente el minado aéreo, escribiendo en julio de 1944 que "las operaciones de minado aéreo eran del orden de 100 veces más destructivas para el enemigo que un número igual de misiones de bombardeo contra objetivos terrestres".
En marzo de 1945, la Operación Hambruna comenzó en serio, utilizando 160 de los bombarderos B-29 Superfortress de LeMay para atacar la zona interior de Japón. Casi la mitad de las minas eran del modelo Mark 25 construido en los EE. UU., Con 1250 libras de explosivos y un peso de aproximadamente 2,000 libras. Otras minas utilizadas incluyeron la más pequeña Mark 26 de 1,000 lb. Quince B-29 se perdieron mientras que 293 barcos mercantes japoneses se hundieron o se dañaron. [66] Se colocaron doce mil minas aéreas, una barrera importante para el acceso de Japón a recursos externos. El príncipe Fumimaro Konoe después de la guerra, dijo que el minado aéreo de los B-29 había sido "tan efectivo como los ataques de los B-29 contra la industria japonesa en las etapas finales de la guerra cuando se impidió que todos los suministros de alimentos y materiales críticos llegaran a las islas de origen japonesas." La Encuesta Estratégica de Bombardeo de los Estados Unidos (guerra del Pacífico) concluyó que habría sido más eficiente combinar el esfuerzo efectivo de los submarinos antibuque de los Estados Unidos con el poder aéreo terrestre y de los transportistas para atacar con más fuerza el envío de mercantes y comenzar un Campaña de minado aérea más extensa a principios de la guerra. Los analistas de la encuesta proyectaron que esto habría matado de hambre a Japón, forzando un final más temprano de la guerra. Después de la guerra, el Dr. Johnson analizó los resultados de envío de la zona interior de Japón, comparando el costo económico total de las minas entregadas en submarino versus las minas lanzadas por aire y descubrió que, aunque 1 de cada 12 minas submarinas conectadas con el enemigo en comparación con 1 en 21 para las minas de aviones, la operación de minería aérea fue aproximadamente diez veces menos costosa por tonelada enemiga hundida.